# Senado TV (Argentina)
Senado TV es un canal de televisión por suscripción y de televisión por Internet que transmite las sesiones del Senado de la Nación Argentina en vivo o diferido, además, de eventos, comisiones, reuniones, informativos, entrevistas, documentales y especiales relacionados con el Senado.

## Historia
En el 2011, se reclamó la incorporación del canal a la grilla de canales oficiales. Además, se creó Diputados Televisión, para transmitir las sesiones de la Cámara de Diputados de la Nación Argentina.
En noviembre de 2012, Amado Boudou visitó al director de la señal de televisión francesa Public Sénat, Gilles Leclerc, con quien firmó un convenio de cooperación con Senado TV.

## Noticias
- Mdz online: Cobos refuerza el canal Senado TV con dos periodistas mendocinos
- Primeras jornadas de Periodismo Parlamentario
- Boudou hizo una visita relámpago a París para promocionar SenadoTV

- Datos: Q6124879